# الفأس والطحن
«الفأس والطحن» (بالإنجليزية: Axe and Grind)‏ هي الحلقة السادسة للموسم السادس من مسلسل إيه إم سي التلفزيوني الدرامي من الأفضل الاتصال بسول، المسلسل يُعتبر بادئة من مسلسل اختلال ضال. تم بث الحلقة في 16 مايو 2022 على قناة إيه إم سي بالولايات المتحدة. خارج الولايات المتحدة، تم عرض الحلقة لأول مرة على خدمة البث نتفليكس في عدة بلدان.

## الاستقبال

### التقييمات
شاهد الحلقة ما يقدر بنحو 1.13 مليون مشاهد خلال أول بث لها على إيه إم سي في 16 مايو 2022.

## وصلات خارجية
- «الفأس والطحن» على إيه إم سي (بالإنجليزية)
- «الفأس والطحن» على قاعدة بيانات الأفلام على الإنترنت (بالإنجليزية)